# نوناکوزان
نوناکوزان (به انگلیسی: Nonacosane) یک ترکیب شیمیایی با شناسه پاب‌کم ۱۲۴۰۹ است. شکل ظاهری این ترکیب، بلورهای مومی کدر سفید است.